# هارفي إم. فاغنر
هارفي إم. فاغنر (بالإنجليزية: Harvey M. Wagner) هو اقتصادي أمريكي، ولد في 20 نوفمبر 1931، وتوفي في 23 يوليو 2017.